# UCIマウンテンバイクワールドカップ
UCIマウンテンバイクワールドカップは、UCI(国際自転車競技連合)主催のマウンテンバイクレースシリーズである。1991年、クロスカントリー種目がワールドカップシリーズとして開催された。ダウンヒルのワールドカップは2年後の1993年に始まり、クロスカントリーとダウンヒルが継続して開催されている。デュアルスラロームのワールドカップは1998年に初開催され、のちにセパレートコースから単一コースに変化、2002年には更に4クロス（単一コースで4名同時走行）へと進化したが、2011年でカップ戦としては終了している。これに替わって2012年よりクロスカントリーエリミネーターが始まり、2013年よりカップ戦として開催されている。

## 歴代上位選手

### クロスカントリー

#### クロスカントリー・男子
| 年度 | 1位                          | 2位                            | 3位                          |
| 2019 | ニノ・シューター             | マチュー・ファン・デル・プール | エンリケ・アヴァンシーニ     |
| 2018 | ニノ・シューター             | マチュー・ファン・デル・プール | マキシム・マロー             |
| 2017 | ニノ・シューター             | ステファヌ・タンピエ           | マキシム・マロー             |
| 2016 | ジュリアン・アプサロン       | ニノ・シューター               | マキシム・マロー             |
| 2015 | ニノ・シューター             | ジュリアン・アプサロン         | ヤロスラフ・クルハヴィー     |
| 2014 | ジュリアン・アプサロン       | ニノ・シューター               | ダニエル・マコーネル         |
| 2013 | ニノ・シューター             | ダニエル・マコーネル           | ジュリアン・アプサロン       |
| 2012 | ニノ・シューター             | バリー・スタンダー             | ヤロスラフ・クルハヴィー     |
| 2011 | ヤロスラフ・クルハヴィー     | ニノ・シューター               | ジュリアン・アプサロン       |
| 2010 | ニノ・シューター             | ジュリアン・アプサロン         | ヤロスラフ・クルハヴィー     |
| 2009 | ジュリアン・アプサロン       | ホセ・アントニオ・エルミダ     | バリー・スタンダー           |
| 2008 | ジュリアン・アプサロン       | クリストフ・ザウザー           | ホセ・アントニオ・エルミダ   |
| 2007 | ジュリアン・アプサロン       | ホセ・アントニオ・エルミダ     | クリストフ・ザウザー         |
| 2006 | ジュリアン・アプサロン       | クリストフ・ザウザー           | ホセ・アントニオ・エルミダ   |
| 2005 | クリストフ・ザウザー         | ホセ・アントニオ・エルミダ     | ジュリアン・アプサロン       |
| 2004 | クリストフ・ザウザー         | ルル・パウリセン               | フィリップ・メラーグ         |
| 2003 | ジュリアン・アプサロン       | クリストフ・ザウザー           | フィリップ・メラーグ         |
| 2002 | フィリップ・メラーグ         | クリストフ・ザウザー           | トーマス・フリッシュクネヒト |
| 2001 | ローランド・グリーン         | ホセ・アントニオ・エルミダ     | ミゲル・マルティネス         |
| 2000 | ミゲル・マルティネス         | バス・バン・ドーレン           | クリストフ・デュプイ         |
| 1999 | カデル・エヴァンス           | ミゲル・マルティネス           | クリストフ・ザウザー         |
| 1998 | カデル・エヴァンス           | ミゲル・マルティネス           | ルーン・ホイダル             |
| 1997 | ミゲル・マルティネス         | クリストフ・デュプイ           | カデル・エヴァンス           |
| 1996 | クリストフ・デュプイ         | トーマス・フリッシュクネヒト   | ミゲル・マルティネス         |
| 1995 | トーマス・フリッシュクネヒト | ルーン・ホイダル               | Jan Erik Østergaard          |
| 1994 | バルト・ブレンチェンス       | ネッド・オーバーエンド         | ティンカー・ウォーレス       |
| 1993 | トーマス・フリッシュクネヒト | ジョン・トマック               | Peter Hric                   |
| 1992 | トーマス・フリッシュクネヒト | ジョン・トマック               | ネッド・オーバーエンド       |
| 1991 | ジョン・トマック             | Gerhard Zadrobilek             | David Wiens                  |

#### クロスカントリー・女子
| 年度 | 1位                      | 2位                          | 3位                            |
| 2019 | ケイト・コートニー       | ヨランダ・ネフ               | ポーリーヌ・フェラン＝プレヴォ |
| 2018 | ヨランダ・ネフ           | アニカ・ラングヴァズ         | エミリー・バティ               |
| 2017 | ヤナ・ベロモイナ         | マヤ・ヴウォシュチョヴスカ   | アニカ・ラングヴァズ           |
| 2016 | キャサリン・ペンドレル   | アニカ・ラングヴァズ         | エミリー・バティ               |
| 2015 | ヨランダ・ネフ           | グン＝リタ・ダーレ・フレショ | リー・デイヴィソン             |
| 2014 | ヨランダ・ネフ           | キャサリン・ペンドレル       | ターニャ・ザケリ               |
| 2013 | ターニャ・ザケリ         | エヴァ・レヒナー             | カテジナ・ナッシュ             |
| 2012 | キャサリン・ペンドレル   | グン＝リタ・ダーレ・フレショ | カテジナ・ナッシュ             |
| 2011 | ジュリー・ブルセ         | キャサリン・ペンドレル       | イリナ・カレンティエヴァ       |
| 2010 | キャサリン・ペンドレル   | ウィロー・コーバー           | エヴァ・レヒナー               |
| 2009 | エリザーベト・オズル     | レネ・ビュベルグ             | キャサリン・ペンドレル         |
| 2008 | マリー＝エレヌ・プレモン | キャサリン・ペンドレル       | マルガリタ・フリャナ           |
| 2007 | イリナ・カレンティエヴァ | マリー＝エレヌ・プレモン     | 任成远                         |
| 2006 | グン＝リタ・ダーレ       | マリー＝エレヌ・プレモン     | ザビーネ・シュピッツ           |
| 2005 | グン＝リタ・ダーレ       | ザビーネ・シュピッツ         | マリー＝エレヌ・プレモン       |
| 2004 | グン＝リタ・ダーレ       | マリー＝エレヌ・プレモン     | アンナベラ ストロッパーロ      |
| 2003 | グン＝リタ・ダーレ       | ザビーネ・シュピッツ         | イリナ・カレンティエヴァ       |
| 2002 | アリソン・ダンロップ     | ザビーネ・シュピッツ         | マルガリタ・フリャナ           |
| 2001 | バーバラ・ブラッター     | キャロライン・アレクサンダー | マルガリタ・フリャナ           |
| 2000 | バーバラ・ブラッター     | アリソン・ダンロップ         | アリソン・サイダー             |
| 1999 | アリソン・サイダー       | グン＝リタ・ダーレ           | アンナベラ ストロッパーロ      |
| 1998 | アリソン・サイダー       | Laurence Leboucher           | パオラ・ペッツォ               |
| 1997 | パオラ・ペッツォ         | アリソン・サイダー           | Chantal Daucourt               |
| 1996 | アリソン・サイダー       | グン＝リタ・ダーレ           | ジュリアナ・フルタド           |
| 1995 | ジュリアナ・フルタド     | アリソン・サイダー           | パオラ・ペッツォ               |
| 1994 | ジュリアナ・フルタド     | キャロライン・アレクサンダー | アリソン・サイダー             |
| 1993 | ジュリアナ・フルタド     | ルーシー・マテス             | アリソン・サイダー             |
| 1992 | ルーシー・マテス         | ジュリアナ・フルタド         | Chantal Daucourt               |
| 1991 | サラ・バランタイン       | ジュリアナ・フルタド         | Regina Stiefl                  |

### クロスカントリーエリミネーター

#### クロスカントリーエリミネーター・男子
| 年度 | 1位                          | 2位                    | 3位                          |
| 2014 | ファブリス・メルス           | ジモン・ゲゲンハイマー | ダニエル・フェデルシュピール |
| 2013 | ダニエル・フェデルシュピール | ジモン・ゲゲンハイマー | ファブリス・メルス           |

#### クロスカントリーエリミネーター・女子
| 年度 | 1位                        | 2位                        | 3位                      |
| 2014 | カトリン・シュティルネマン | ジェニー・リスベッズ       | アレクサンドラ・エンゲン |
| 2013 | アレクサンドラ・エンゲン   | カトリン・シュティルネマン | ジェニー・リスベッズ     |

### クロスカントリー・タイムトライアル

#### クロスカントリー・タイムトライアル・男子
| 年度 | 1位       | 2位                  | 3位               |
| 2001 | Marco Bui | ローランド・グリーン | Michael Rasmussen |

#### クロスカントリー・タイムトライアル・女子
| 年度 | 1位                  | 2位                       | 3位                  |
| 2001 | バーバラ・ブラッター | アンナベラ ストロッパーロ | マルガリタ・フリャナ |

### マラソン

#### マラソン・男子
| 年度 | 1位                | 2位                      | 3位                  |
| 2008 | エクトル・パエス   | トマ・ディエスク         | アルバン・ラカタ     |
| 2007 | トマ・ディエスク   | マッシーモ・デベルトリス | アルバン・ラカタ     |
| 2006 | エクトル・パエス   | トマ・ディエスク         | Roland Stauder       |
| 2005 | マウロ・ベッティン | アルバン・ラカタ         | ダリオ・アクアローリ |

#### マラソン・女子
| 年度 | 1位                  | 2位              | 3位              |
| 2008 | ピア・スンドステット | エズター・ズュス | Blaza Klemencic  |
| 2007 | ピア・スンドステット | エズター・ズュス | Ivonne Kraft     |
| 2006 | ピア・スンドステット | エズター・ズュス | Elena Giacomuzzi |
| 2005 | Daniela Louis        | エズター・ズュス | Anna Enocsson    |

### ダウンヒル

#### ダウンヒル・男子
| 年度 | 1位                      | 2位                  | 3位                        |
| 2019 | ロイック・ブルーニ       | アモリ・ピエロン     | トロイ・ブロスナン         |
| 2018 | アモリ・ピエロン         | ダニー・ハート       | トロイ・ブロスナン         |
| 2017 | アーロン・グウィン       | トロイ・ブロスナン   | グレッグ・ミナー           |
| 2016 | アーロン・グウィン       | ダニー・ハート       | トロイ・ブロスナン         |
| 2015 | アーロン・グウィン       | ロイック・ブルーニ   | トロイ・ブロスナン         |
| 2014 | ジョシュ・ブライスランド | アーロン・グウィン   | トロイ・ブロスナン         |
| 2013 | スティーヴ・スミス       | ジー・アサートン     | グレッグ・ミナー           |
| 2012 | アーロン・グウィン       | グレッグ・ミナー     | ジー・アサートン           |
| 2011 | アーロン・グウィン       | グレッグ・ミナー     | ジー・アサートン           |
| 2010 | ジー・アサートン         | グレッグ・ミナー     | サムエル・ブレンキンソップ |
| 2009 | サム・ヒル               | グレッグ・ミナー     | スティーヴ・ピート         |
| 2008 | グレッグ・ミナー         | サム・ヒル           | ジー・アサートン           |
| 2007 | サム・ヒル               | マティ・レヒコイネン | スティーヴ・ピート         |
| 2006 | スティーヴ・ピート       | サム・ヒル           | グレッグ・ミナー           |
| 2005 | グレッグ・ミナー         | サム・ヒル           | ネイザン・レニー           |
| 2004 | スティーヴ・ピート       | サム・ヒル           | ネイザン・レニー           |
| 2003 | ネイザン・レニー         | セドリック・グラシア | ミカエル・パスカル         |
| 2002 | スティーヴ・ピート       | セドリック・グラシア | Chris Kovarik              |
| 2001 | グレッグ・ミナー         | ニコラ・ヴイヨズ     | ミカエル・パスカル         |
| 2000 | ニコラ・ヴイヨズ         | スティーヴ・ピート   | David Vazquez Lopez        |
| 1999 | ニコラ・ヴイヨズ         | スティーヴ・ピート   | Gerwin Peters              |
| 1998 | ニコラ・ヴイヨズ         | David Vazquez Lopez  | セドリック・グラシア       |
| 1997 | コーラド・ヘリン         | Jürgen Beneke        | Thomas Misser              |
| 1996 | ニコラ・ヴイヨズ         | Marcus Klausmann     | Thomas Misser              |
| 1995 | ニコラ・ヴイヨズ         | マイク・キング       | マイルス・ロックウエル     |
| 1994 | フランソワ・ガシェ       | Jürgen Beneke        | ニコラ・ヴイヨズ           |
| 1993 | Jürgen Beneke            | ジョン・トマック     | Stefano Migliorini         |

#### ダウンヒル・女子
| 年度 | 1位                          | 2位                          | 3位                      |
| 2019 | トレーシー・ハナー           | マリン・カビルー             | ヴェロニカ・ヴィットマン |
| 2018 | レイチェル・アサートン       | ターニー・シーグレーヴ       | トレーシー・ハナー       |
| 2017 | ミリアム・ニコル             | ターニー・シーグレーヴ       | トレーシー・ハナー       |
| 2016 | レイチェル・アサートン       | マノン・カーペンター         | トレーシー・ハナー       |
| 2015 | レイチェル・アサートン       | マノン・カーペンター         | ターニー・シーグレーヴ   |
| 2014 | マノン・カーペンター         | レイチェル・アサートン       | エムリーヌ・ラゴ         |
| 2013 | レイチェル・アサートン       | エムリーヌ・ラゴ             | マノン・カーペンター     |
| 2012 | レイチェル・アサートン       | エムリーヌ・ラゴ             | ミリアン・ニコル         |
| 2011 | トレーシー・モズリー         | フロリアーヌ・ピュジン       | レイチェル・アサートン   |
| 2010 | サブリナ・ジョニエ           | エムリーヌ・ラゴ             | トレーシー・モズリー     |
| 2009 | フロリアーヌ・ピュジン       | トレーシー・モズリー         | エムリーヌ・ラゴ         |
| 2008 | レイチェル・アサートン       | サブリナ・ジョニエ           | トレーシー・モズリー     |
| 2007 | サブリナ・ジョニエ           | トレーシー・モズリー         | トレーシー・ハナー       |
| 2006 | トレーシー・モズリー         | サブリナ・ジョニエ           | レイチェル・アサートン   |
| 2005 | サブリナ・ジョニエ           | トレーシー・モズリー         | レイチェル・アサートン   |
| 2004 | セリーヌ・グロス             | サブリナ・ジョニエ           | マリエレ・ザナー         |
| 2003 | サブリナ・ジョニエ           | フィオン・グリフィス         | トレーシー・モズリー     |
| 2002 | アンヌ＝カロリーヌ・ショソン | サブリナ・ジョニエ           | トレーシー・モズリー     |
| 2001 | アンヌ＝カロリーヌ・ショソン | ミシー・ジョーヴ             | サブリナ・ジョニエ       |
| 2000 | アンヌ＝カロリーヌ・ショソン | ミシー・ジョーヴ             | レイ・ドノヴァン         |
| 1999 | アンヌ＝カロリーヌ・ショソン | ミシー・ジョーヴ             | カッチャ・レポ           |
| 1998 | アンヌ＝カロリーヌ・ショソン | ミシー・ジョーヴ             | ノルヴェン・ルケール     |
| 1997 | ミシー・ジョーヴ             | アンヌ＝カロリーヌ・ショソン | レイ・ドノヴァン         |
| 1996 | ミシー・ジョーヴ             | アンヌ＝カロリーヌ・ショソン | レイ・ドノヴァン         |
| 1995 | Regina Stiefl                | ジョヴァンナ・ボナッツィ     | キム・ソニア             |
| 1994 | キム・ソニア                 | アンヌ＝カロリーヌ・ショソン | ミシー・ジョーヴ         |
| 1993 | Regina Stiefl                | ジョヴァンナ・ボナッツィ     | ミシー・ジョーヴ         |

### デュアル・スラローム

#### デュアル・スラローム・男子
| 年度 | 1位                  | 2位                  | 3位                    |
| 2001 | ブライアン・ロープス | エリック・カーター   | ミカエル・ドルディック |
| 2000 | ブライアン・ロープス | セドリック・グラシア | ウェイド・ブーツ       |
| 1999 | エリック・カーター   | ブライアン・ロープス | セドリック・グラシア   |
| 1998 | ブライアン・ロープス | デイヴ・カリナン     | エリック・カーター     |

#### デュアル・スラローム・女子
| 年度 | 1位                          | 2位                | 3位                |
| 2001 | レイ・ドノヴァン             | カトリナ・ミラー   | タラ・ヤネス       |
| 2000 | アンヌ＝カロリーヌ・ショソン | タラ・ヤネス       | レイ・ドノヴァン   |
| 1999 | カトリナ・ミラー             | レイ・ドノヴァン   | タラ・ヤネス       |
| 1998 | カトリナ・ミラー             | サリ・ヨルゲンセン | サブリナ・ジョニエ |

### 4X (フォークロス)

#### 4X・男子
| 年度 | 1位                    | 2位                      | 3位                    |
| 2011 | ジャレッド・グレイブス | ロゲル・リンダークネヒト | Tomas Slavik           |
| 2010 | ジャレッド・グレイブス | Tomas Slavik             | ヨースト・ウィフマン   |
| 2009 | ジャレッド・グレイブス | ヨースト・ウィフマン     | ローマン・サラディニ   |
| 2008 | ラファエル・アルバレス | Guido Tschugg            | Dan Atherton           |
| 2007 | ブライアン・ロープス   | ミハル・プロコップ       | ジャレッド・グレイブス |
| 2006 | ミハル・プロコップ     | ジャレッド・グレイブス   | Kamil Tatarkovic       |
| 2005 | ブライアン・ロープス   | ミハル・プロコップ       | セドリック・グラシア   |
| 2004 | ミハル・プロコップ     | ブライアン・ロープス     | Guido Tschugg          |
| 2003 | エリック・カーター     | ミハル・プロコップ       | マイク・キング         |
| 2002 | ブライアン・ロープス   | セドリック・グラシア     | マイク・キング         |

#### 4X・女子
| 年度 | 1位                          | 2位                  | 3位                |
| 2011 | アネク・ベールテン           | メリッサ・ブール     | ルシア・エトイェン |
| 2010 | アニータ・モルシック         | アネク・ベールテン   | ヤーナ・ホラコヴァ |
| 2009 | アネク・ベールテン           | フィオン・グリフィス | ジル・キントナー   |
| 2008 | アネク・ベールテン           | アニータ・モルシック | メリッサ・ブール   |
| 2007 | アネク・ベールテン           | ジル・キントナー     | 末政実緒           |
| 2006 | ジル・キントナー             | Katrina Miller       | Tara Llanes        |
| 2005 | ジル・キントナー             | アネク・ベールテン   | ヤーナ・ホラコヴァ |
| 2004 | サブリナ・ジョニエ           | Tara Llanes          | ジル・キントナー   |
| 2003 | Katrina Miller               | サブリナ・ジョニエ   | 末政実緒           |
| 2002 | アンヌ＝カロリーヌ・ショソン | サブリナ・ジョニエ   | Katrina Miller     |